# Kaolinovo
Kaolinovo (bulgariska: Каолиново) är en ort i Bulgarien.   Den ligger i kommunen Obsjtina Kaolinovo och regionen Sjumen, i den nordöstra delen av landet, 300 km öster om huvudstaden Sofia. Kaolinovo ligger 266 meter över havet och antalet invånare är 1 537.
Terrängen runt Kaolinovo är platt. Runt Kaolinovo är det ganska glesbefolkat, med 42 invånare per kvadratkilometer.. Kaolinovo är det största samhället i trakten.
Trakten runt Kaolinovo består till största delen av jordbruksmark.